# Old Bridge (Ruthven)
Die Old Bridge ist eine Straßenbrücke in der schottischen Ortschaft Ruthven in der Council Area Angus. 1971 wurde das Bauwerk in die schottischen Denkmallisten in der Kategorie B aufgenommen.

## Geschichte
Die Brücke wurde vermutlich im Laufe des 17. Jahrhunderts errichtet, ist möglicherweise jedoch sogar noch älter. 1855 wurde sie durch die Ruthven Bridge ersetzt und damit obsolet. Der Zustand der ungenutzten Brücke verschlechterte sich im Laufe der Jahrzehnte. Auf Grund von Bewuchs ist sie heute nicht mehr zugänglich. Die Old Bridge selbst befindet sich in einem äußerst schlechten Zustand und ist als instabil eingestuft.

## Beschreibung
Die Old Bridge liegt nur wenige Meter flussaufwärts der Nachfolgerbrücke. Der Mauerwerksviadukt überspannt den Isla im Zentrum des Weilers Ruthven. Das Bruchsteinbauwerk quert den Isla mit zwei ausgemauerten Segmentbögen.  Der Mittelpfeiler ist mit Eisbrechern ausgeführt, die bis auf Höhe des Brückendecks fortgeführt sind. Das etwa drei Meter weite Brückendeck verfügt nicht über Brüstungen.